# Lone Star Le Mans 2017
Navigation
Édition précédente
La Lone Star Le Mans 2017 (officiellement appelé le 2017 Advance Auto Parts Sportscar Showdown) a été une course de voitures de sport organisée sur le Circuit des Amériques au Texas, aux États-Unis, qui s'est déroulée le 7 mai 2017. Il s'agissait de la quatrième manche du championnat WeatherTech SportsCar Championship 2017 et toutes les catégories de voitures du championnat ont participé à la course.

## Engagés
La liste officielle des engagés était composée de 39 voitures, dont 10 en Prototypes, 3 en Prototype Challenge, 9 en Grand Touring Le Mans et 17 en Grand Touring Daytona.

## Qualifications
| Pos. | Classe | N°  | Équipe                                   | Pilote                | Temps           | Tours |
| ---- | ------ | --- | ---------------------------------------- | --------------------- | --------------- | ----- |
| 1    | P      | 10  | Konica Minolta Cadillac DPi-V.R          | Ricky Taylor          | 1 min 54 s 809  | 5     |
| 2    | P      | 22  | Tequila Patrón ESM                       | Johannes van Overbeek | 1 min 56 s 401  | 4     |
| 3    | P      | 31  | Whelen Engineering Racing                | Eric Curran           | 1 min 56 s 429  | 4     |
| 4    | P      | 5   | Mustang Sampling Racing                  | Christian Fittipaldi  | 1 min 56 s 655  | 4     |
| 5    | P      | 52  | PR1/Mathiasen Motorsports                | José Gutiérrez (en)   | 1 min 56 s 884  | 5     |
| 6    | P      | 2   | Tequila Patrón ESM                       | Scott Sharp           | 1 min 56 s 988  | 4     |
| 7    | P      | 55  | Mazda Motorsports                        | Jonathan Bomarito     | 1 min 57 s 199  | 5     |
| 8    | P      | 90  | VisitFlorida Racing                      | Marc Goossens         | 1 min 57 s 460  | 4     |
| 9    | P      | 85  | JDC Miller Motorsports                   | Mikhail Goikhberg     | 1 min 57 s 726  | 7     |
| 10   | P      | 70  | Mazda Motorsports                        | Tom Long              | 1 min 57 s 929  | 5     |
| 11   | PC     | 38  | Performance Tech Motorsports             | James French          | 2 min 00 s 066  | 4     |
| 12   | GTLM   | 24  | BMW Team RLL                             | John Edwards          | 2 min 02 s 833  | 3     |
| 13   | GTLM   | 62  | Risi Competizione                        | Giancarlo Fisichella  | 2 min 02 s 865  | 4     |
| 14   | GTLM   | 25  | BMW Team RLL                             | Alexander Sims        | 2 min 02 s .990 | 6     |
| 15   | GTLM   | 67  | Ford Chip Ganassi Racing                 | Ryan Briscoe          | 2 min 03.014    | 4     |
| 16   | GTLM   | 66  | Ford Chip Ganassi Racing                 | Dirk Müller           | 2 min 03 s 023  | 5     |
| 17   | PC     | 26  | BAR1 Motorsports                         | Stefan Wilson         | 2 min 03 s 026  | 7     |
| 18   | GTLM   | 5   | Corvette Racing                          | Jan Magnussen         | 2 min 03 s 030  | 4     |
| 19   | GTLM   | 911 | Porsche GT Team                          | Patrick Pilet         | 2 min 03 s 085  | 7     |
| 20   | GTLM   | 4   | Corvette Racing                          | Tommy Milner          | 2 min 03 s 594  | 4     |
| 21   | GTLM   | 912 | Porsche GT Team                          | Wolf Henzler          | 2 min 03 s 759  | 5     |
| 22   | PC     | 20  | BAR1 Motorsports                         | Don Yount             | 2 min 04 s 264  | 3     |
| 23   | GTD    | 28  | Alegra Motorsports                       | Mathieu Jaminet       | 2 min 06 s 531  | 3     |
| 24   | GTD    | 15  | 3GT Racing                               | Jack Hawksworth       | 2 min 06 s 623  | 4     |
| 25   | GTD    | 48  | Paul Miller Racing                       | Madison Snow          | 2 min 07 s 724  | 4     |
| 26   | GTD    | 16  | Change Racing                            | Corey Lewis           | 2 min 07 s 757  | 4     |
| 27   | GTD    | 73  | Park Place Motorsports                   | Patrick Lindsey       | 2 min 07 s 778  | 4     |
| 28   | GTD    | 57  | Stevenson Motorsports                    | Andrew Davis          | 2 min 07 s 882  | 5     |
| 29   | GTD    | 14  | 3GT Racing                               | Scott Pruett          | 2 min 07 s 959  | 3     |
| 30   | GTD    | 33  | Riley Motorsports - Team AMG             | Ben Keating           | 2 min 08 s 033  | 5     |
| 31   | GTD    | 93  | Michael Shank Racing avec Curb-Agajanian | Katherine Legge       | 2 min 08 s 089  | 4     |
| 32   | GTD    | 63  | Scuderia Corsa                           | Christina Nielsen     | 2 min 08 s 210  | 6     |
| 33   | GTD    | 75  | SunEnergy1 Racing                        | Kenny Habul           | 2 min 08 s 515  | 6     |
| 34   | GTD    | 50  | Riley Motorsports - WeatherTech Racing   | Cooper MacNeil        | 2 min 08 s 697  | 4     |
| 35   | GTD    | 86  | Michael Shank Racing avec Curb-Agajanian | Oswaldo Negri Jr.     | 2 min 08 s 761  | 5     |
| 36   | GTD    | 96  | Turner Motorsport                        | Bret Curtis           | 2 min 09 s 039  | 4     |
| 37   | GTD    | 991 | TRG                                      | Parker Chase (en)     | 2 min 09 s 295  | 4     |
| 38   | GTD    | 80  | Lone Star Racing                         | Dan Knox              | 2 min 09 s 500  | 3     |
| 39   | GTD    | 54  | CORE Autosport                           | Jon Bennett (en)      | 2 min 10 s 221  | 4     |

## Course

### Classement de la course
Voici le classement officiel au terme de la course.
- Les vainqueurs de chaque catégorie sont signalés par un fond jauni.
- Pour la colonne Pneus, il faut passer le curseur au-dessus du modèle pour connaître le manufacturier de pneumatiques.

| Pos  | Classe | no  | Écurie                                   | Pilotes                             | Châssis                         | Pneus | Tours | Temps               |
| Pos  | Classe | no  | Écurie                                   | Pilotes                             | Moteur                          | Pneus | Tours | Temps               |
| ---- | ------ | --- | ---------------------------------------- | ----------------------------------- | ------------------------------- | ----- | ----- | ------------------- |
| 1    | P      | 10  | Konica Minolta Cadillac DPi-V.R          | Ricky Taylor Jordan Taylor          | Cadillac DPi-V.R                | C     | 73    | 2 h 41 min 14 s 508 |
| 1    | P      | 10  | Konica Minolta Cadillac DPi-V.R          | Ricky Taylor Jordan Taylor          | Cadillac 6,2 l V8 Atmo          | C     | 73    | 2 h 41 min 14 s 508 |
| 2    | P      | 31  | Whelen Engineering Racing                | Dane Cameron Eric Curran            | Cadillac DPi-V.R                | C     | 73    | + 18 s 855          |
| 2    | P      | 31  | Whelen Engineering Racing                | Dane Cameron Eric Curran            | Cadillac 6,2 l V8 Atmo          | C     | 73    | + 18 s 855          |
| 3    | P      | 5   | Mustang Sampling Racing                  | João Barbosa Christian Fittipaldi   | Cadillac DPi-V.R                | C     | 73    | + 19 s 818          |
| 3    | P      | 5   | Mustang Sampling Racing                  | João Barbosa Christian Fittipaldi   | Cadillac 6,2 l V8 Atmo          | C     | 73    | + 19 s 818          |
| 4    | P      | 85  | JDC Miller Motorsports                   | Mikhail Goikhberg Stephen Simpson   | Oreca 07                        | C     | 73    | + 27 s 393          |
| 4    | P      | 85  | JDC Miller Motorsports                   | Mikhail Goikhberg Stephen Simpson   | Gibson GK428 4,2 l V8 Atmo      | C     | 73    | + 27 s 393          |
| 5    | P      | 22  | Tequila Patrón ESM                       | Ed Brown Johannes van Overbeek      | Nissan Onroak DPi               | C     | 72    | + 1 tour            |
| 5    | P      | 22  | Tequila Patrón ESM                       | Ed Brown Johannes van Overbeek      | Nissan VR38DETT 3,8 l V6 Turbo  | C     | 72    | + 1 tour            |
| 6    | PC     | 38  | Performance Tech Motorsports             | James French Patricio O'Ward        | Oreca FLM09                     | C     | 72    | + 1 tour            |
| 6    | PC     | 38  | Performance Tech Motorsports             | James French Patricio O'Ward        | Chevrolet LS3 6,2 l V8 Atmo     | C     | 72    | + 1 tour            |
| 7    | GTLM   | 3   | Corvette Racing                          | Jan Magnussen Antonio García        | Chevrolet Corvette C7.R         | M     | 71    | + 2 tours           |
| 7    | GTLM   | 3   | Corvette Racing                          | Jan Magnussen Antonio García        | Chevrolet LT5.5 5,5 l V8 Atmo   | M     | 71    | + 2 tours           |
| 8    | GTLM   | 25  | BMW Team RLL                             | Bill Auberlen Alexander Sims        | BMW M6 GTLM                     | M     | 71    | + 2 tours           |
| 8    | GTLM   | 25  | BMW Team RLL                             | Bill Auberlen Alexander Sims        | BMW P63 4,4 l V8 Turbo          | M     | 71    | + 2 tours           |
| 9    | PC     | 26  | BAR1 Motorsports                         | Stefan Wilson Nicholas Boulle       | Oreca FLM09                     | C     | 71    | + 2 tours           |
| 9    | PC     | 26  | BAR1 Motorsports                         | Stefan Wilson Nicholas Boulle       | Chevrolet LS3 6,2 l V8 Atmo     | C     | 71    | + 2 tours           |
| 10   | GTLM   | 24  | BMW Team RLL                             | John Edwards Martin Tomczyk         | BMW M6 GTLM                     | M     | 71    | + 2 tours           |
| 10   | GTLM   | 24  | BMW Team RLL                             | John Edwards Martin Tomczyk         | BMW P63 4,4 l V8 Turbo          | M     | 71    | + 2 tours           |
| 11   | GTLM   | 911 | Porsche GT Team                          | Patrick Pilet Dirk Werner           | Porsche 911 RSR                 | M     | 71    | + 2 tours           |
| 11   | GTLM   | 911 | Porsche GT Team                          | Patrick Pilet Dirk Werner           | Porsche 4,0 L Flat-6 Atmo       | M     | 71    | + 2 tours           |
| 12   | GTLM   | 66  | Ford Chip Ganassi Racing                 | Dirk Müller Joey Hand               | Ford GT                         | M     | 70    | + 3 tours           |
| 12   | GTLM   | 66  | Ford Chip Ganassi Racing                 | Dirk Müller Joey Hand               | Ford EcoBoost 3,5 l V6 Turbo    | M     | 70    | + 3 tours           |
| 13   | GTD    | 33  | Riley Motorsports - Team AMG             | Ben Keating Jeroen Bleekemolen      | Mercedes-AMG GT3                | C     | 69    | + 4 tours           |
| 13   | GTD    | 33  | Riley Motorsports - Team AMG             | Ben Keating Jeroen Bleekemolen      | Mercedes-AMG M159 6,2 l V8 Atmo | C     | 69    | + 4 tours           |
| 14   | GTD    | 63  | Scuderia Corsa                           | Christina Nielsen Alessandro Balzan | Ferrari 488 GT3                 | C     | 69    | + 4 tours           |
| 14   | GTD    | 63  | Scuderia Corsa                           | Christina Nielsen Alessandro Balzan | Ferrari F154CB 3,9 l V8 Turbo   | C     | 69    | + 4 tours           |
| 15   | GTD    | 75  | SunEnergy1 Racing                        | Tristan Vautier Kenny Habul         | Mercedes-AMG GT3                | C     | 69    | + 4 tours           |
| 15   | GTD    | 75  | SunEnergy1 Racing                        | Tristan Vautier Kenny Habul         | Mercedes-AMG M159 6,2 l V8 Atmo | C     | 69    | + 4 tours           |
| 16   | GTD    | 48  | Paul Miller Racing                       | Bryan Sellers Madison Snow          | Lamborghini Huracán GT3         | C     | 69    | + 4 tours           |
| 16   | GTD    | 48  | Paul Miller Racing                       | Bryan Sellers Madison Snow          | Lamborghini 5,2 l V10 Atmo      | C     | 69    | + 4 tours           |
| 17   | GTD    | 96  | Turner Motorsport                        | Bret Curtis Jens Klingmann          | BMW M6 GT3                      | C     | 69    | + 4 tours           |
| 17   | GTD    | 96  | Turner Motorsport                        | Bret Curtis Jens Klingmann          | BMW P63 4,4 l V8 Turbo          | C     | 69    | + 4 tours           |
| 18   | GTD    | 50  | Riley Motorsports - WeatherTech Racing   | Cooper MacNeil Gunnar Jeannette     | Mercedes-AMG GT3                | C     | 69    | + 4 tours           |
| 18   | GTD    | 50  | Riley Motorsports - WeatherTech Racing   | Cooper MacNeil Gunnar Jeannette     | Mercedes-AMG M159 6,2 l V8 Atmo | C     | 69    | + 4 tours           |
| 19   | GTD    | 28  | Alegra Motorsports                       | Daniel Morad Mathieu Jaminet        | Porsche 911 GT3 R               | C     | 69    | + 4 tours           |
| 19   | GTD    | 28  | Alegra Motorsports                       | Daniel Morad Mathieu Jaminet        | Porsche 4,0 L Flat-6 Atmo       | C     | 69    | + 4 tours           |
| 20   | GTD    | 73  | Park Place Motorsports                   | Patrick Lindsey Jörg Bergmeister    | Porsche 911 GT3 R               | C     | 69    | + 4 tours           |
| 20   | GTD    | 73  | Park Place Motorsports                   | Patrick Lindsey Jörg Bergmeister    | Porsche 4,0 L Flat-6 Atmo       | C     | 69    | + 4 tours           |
| 21   | GTD    | 14  | 3GT Racing                               | Scott Pruett Sage Karam             | Lexus RC F GT3                  | C     | 69    | + 4 tours           |
| 21   | GTD    | 14  | 3GT Racing                               | Scott Pruett Sage Karam             | Lexus 5,0 l V8 Atmo             | C     | 69    | + 4 tours           |
| 22   | GTD    | 57  | Stevenson Motorsports                    | Lawson Aschenbach Andrew Davis      | Audi R8 LMS                     | C     | 69    | + 4 tours           |
| 22   | GTD    | 57  | Stevenson Motorsports                    | Lawson Aschenbach Andrew Davis      | Audi 5,2 l V10 Atmo             | C     | 69    | + 4 tours           |
| 23   | GTD    | 86  | Michael Shank Racing avec Curb-Agajanian | Jeff Segal Oswaldo Negri Jr.        | Acura NSX GT3                   | C     | 69    | + 4 tours           |
| 23   | GTD    | 86  | Michael Shank Racing avec Curb-Agajanian | Jeff Segal Oswaldo Negri Jr.        | Acura 3,5 l V6 Turbo            | C     | 69    | + 4 tours           |
| 24   | GTD    | 80  | Lone Star Racing                         | Dan Knox Mike Skeen (en)            | Mercedes-AMG GT3                | C     | 69    | + 4 tours           |
| 24   | GTD    | 80  | Lone Star Racing                         | Dan Knox Mike Skeen (en)            | Mercedes-AMG M159 6,2 l V8 Atmo | C     | 69    | + 4 tours           |
| 25   | GTD    | 15  | 3GT Racing                               | Robert Alon (en) Jack Hawksworth    | Lexus RC F GT3                  | C     | 69    | + 4 tours           |
| 25   | GTD    | 15  | 3GT Racing                               | Robert Alon (en) Jack Hawksworth    | Lexus 5,0 l V8 Atmo             | C     | 69    | + 4 tours           |
| 26   | GTD    | 54  | CORE Autosport                           | Jon Bennett (en) Colin Braun        | Porsche 911 GT3 R               | C     | 69    | + 4 tours           |
| 26   | GTD    | 54  | CORE Autosport                           | Jon Bennett (en) Colin Braun        | Porsche 4,0 L Flat-6 Atmo       | C     | 69    | + 4 tours           |
| 27   | GTD    | 93  | Michael Shank Racing avec Curb-Agajanian | Andy Lally Katherine Legge          | Acura NSX GT3                   | C     | 69    | + 4 tours           |
| 27   | GTD    | 93  | Michael Shank Racing avec Curb-Agajanian | Andy Lally Katherine Legge          | Acura 3,5 l V6 Turbo            | C     | 69    | + 4 tours           |
| Abd. | P      | 2   | Tequila Patrón ESM                       | Scott Sharp Ryan Dalziel            | Nissan Onroak DPi               | C     | 68    | Température d'huile |
| Abd. | P      | 2   | Tequila Patrón ESM                       | Scott Sharp Ryan Dalziel            | Nissan VR38DETT 3,8 l V6 Turbo  | C     | 68    | Température d'huile |
| 29   | GTD    | 991 | TRG                                      | Parker Chase (en) Harry Gottsacker  | Porsche 911 GT3 R               | C     | 68    | + 5 tours           |
| 29   | GTD    | 991 | TRG                                      | Parker Chase (en) Harry Gottsacker  | Porsche 4,0 L Flat-6 Atmo       | C     | 68    | + 5 tours           |
| Abd. | P      | 90  | VisitFlorida Racing                      | Marc Goossens Renger van der Zande  | Riley Mk. 30                    | C     | 63    |                     |
| Abd. | P      | 90  | VisitFlorida Racing                      | Marc Goossens Renger van der Zande  | Gibson GK428 4,2 l V8 Atmo      | C     | 63    |                     |
| 31   | GTLM   | 67  | Ford Chip Ganassi Racing                 | Ryan Briscoe Richard Westbrook      | Ford GT                         | M     | 63    | + 10 tours          |
| 31   | GTLM   | 67  | Ford Chip Ganassi Racing                 | Ryan Briscoe Richard Westbrook      | Ford EcoBoost 3,5 l V6 Turbo    | M     | 63    | + 10 tours          |
| Abd. | PC     | 20  | BAR1 Motorsports                         | Don Yount Buddy Rice                | Oreca FLM09                     | C     | 52    |                     |
| Abd. | PC     | 20  | BAR1 Motorsports                         | Don Yount Buddy Rice                | Chevrolet LS3 6,2 l V8 Atmo     | C     | 52    |                     |
| 33   | P      | 70  | Mazda Motorsports                        | Tom Long Joel Miller                | Mazda RT24-P                    | C     | 52    | + 21 tours          |
| 33   | P      | 70  | Mazda Motorsports                        | Tom Long Joel Miller                | Mazda MZ-2.0T 2,0 l I4 Turbo    | C     | 52    | + 21 tours          |
| 34   | P      | 52  | PR1/Mathiasen Motorsports                | José Gutiérrez (en) Marco Bonanomi  | Ligier JS P217                  | C     | 43    | + 30 tours          |
| 34   | P      | 52  | PR1/Mathiasen Motorsports                | José Gutiérrez (en) Marco Bonanomi  | Gibson GK428 4,2 l V8 Atmo      | C     | 43    | + 30 tours          |
| 35   | GTLM   | 4   | Corvette Racing                          | Oliver Gavin Tommy Milner           | Chevrolet Corvette C7.R         | M     | 41    | + 32 tours          |
| 35   | GTLM   | 4   | Corvette Racing                          | Oliver Gavin Tommy Milner           | Chevrolet LT5.5 5,5 l V8 Atmo   | M     | 41    | + 32 tours          |
| Abd. | P      | 55  | Mazda Motorsports                        | Tristan Nunez Jonathan Bomarito     | Mazda RT24-P                    | C     | 27    |                     |
| Abd. | P      | 55  | Mazda Motorsports                        | Tristan Nunez Jonathan Bomarito     | Mazda MZ-2.0T 2,0 l I4 Turbo    | C     | 27    |                     |
| Abd. | GTD    | 16  | Change Racing                            | Jeroen Mul (de) Corey Lewis         | Lamborghini Huracán GT3         | C     | 22    |                     |
| Abd. | GTD    | 16  | Change Racing                            | Jeroen Mul (de) Corey Lewis         | Lamborghini 5,2 l V10 Atmo      | C     | 22    |                     |
| Abd. | GTLM   | 912 | Porsche GT Team                          | Laurens Vanthoor Wolf Henzler       | Porsche 911 RSR                 | M     | 10    |                     |
| Abd. | GTLM   | 912 | Porsche GT Team                          | Laurens Vanthoor Wolf Henzler       | Porsche 4,0 L Flat-6 Atmo       | M     | 10    |                     |
| Abd. | GTLM   | 62  | Risi Competizione                        | Giancarlo Fisichella Toni Vilander  | Ferrari 488 GTE                 | M     | 1     |                     |
| Abd. | GTLM   | 62  | Risi Competizione                        | Giancarlo Fisichella Toni Vilander  | Ferrari F154CB 3.9 L V8 Turbo   | M     | 1     |                     |

## Pole position et record du tour
- Pole position :  Ricky Taylor (#10 Wayne Taylor Racing) en 1 min 54 s 809
- Meilleur tour en course :  Jordan Taylor (#10 Wayne Taylor Racing) en 1 min 57 s 198 au 57e tour.

## Tours en tête
- no 10 Cadillac DPi-V.R - Konica Minolta Cadillac DPi-V.R : 73 tours (1-73)[4]

## À noter
- Longueur du circuit : 3,4 miles
- Distance parcourue par les vainqueurs : 248,2 miles